# Martin Verkerk
Martin Willem Verkerk (1978. október 31. –) holland hivatásos teniszező. Pályafutása során két ATP tornát tudott megnyerni. 2003-ban hatalmas meglepetést okozva bejutott a Roland Garros döntőjébe, ahol Juan Carlos Ferrerótól szenvedett vereséget, azóta viszont különböző sérülések és betegségek visszavetették karrierjét. Játékát hatalmas adogatásai dominálják.

## Grand Slam döntői

### Elvesztett döntői (1)
| Év   | Helyszín      | Ellenfél a döntőben | Eredmény a döntőben |
| 2003 | Roland Garros | Juan Carlos Ferrero | 1–6, 3–6, 2–6       |

## ATP döntői

### Egyéni

#### Győzelmei (2)
| Tornagyőzelmek (Egyéni) |
| Grand Slam (0)          |
| Tennis Masters Cup (0)  |
| ATP Masters Series (0)  |
| ATP Tour (2)            |

| No. | Dátum            | Helyszín              | Borítás | Ellenfél a döntőben         | Eredmény a döntőben |
| 1.  | 2003. február 2. | Milánó, Olaszország   | Szőnyeg | Jevgenyij Kafelnyikov       | 6-4 5-7 7-5         |
| 2.  | 2004. július 18. | Amersfoort, Hollandia | Salak   | Fernando González Ciuffardi | 7-65 4-6 6-4        |

#### Elvesztett döntői (2)
| No. | Dátum           | Helyszín                     | Borítás | Ellenfél a döntőben | Eredmény a döntőben |
| 1.  | 2003. június 8. | Roland Garros, Franciaország | Salak   | Juan Carlos Ferrero | 1-6 3-6 2-6         |
| 2.  | 2004. május 2.  | München, Németország         | Salak   | Nyikolaj Davigyenko | 4-6 5-7             |

### Páros

#### Elvesztett döntői (2)
| No. | Dátum                | Helyszín                                | Borítás | Partner        | Ellenfelei a döntőben           | Eredmény a döntőben |
| 1.  | 2002. szeptember 15. | Taskent, Üzbegisztán                    | Kemény  | Raemon Sluiter | David Adams / Robbie Koenig     | 2-6 5-7             |
| 2.  | 2003. március 9.     | Delray Beach, Amerikai Egyesült Államok | Kemény  | Raemon Sluiter | Lijendar Pedzs / Nenad Zimonjić | 5-7 6-3 5-7         |

## Külső hivatkozások
- Martin Verkerk profilja az ATP oldalán (angolul)